# Fireball (chanson)
Pour les articles homonymes, voir Fireball.
Singles de Deep Purple
Strange Kind of Woman
(1971) Never Before
(1972)
Fireball est une chanson de rock britannique du groupe Deep Purple, apparue sur l'album Fireball sorti en 1971. Elle apparaît de nouveau dans l'album 30: Very Best of Deep Purple. La chanson atteint la 15e place des charts britanniques en 1971.

## Contexte
Fireball, contrairement à d'autres titres de l'album écrits au cours d'un séjour de deux semaines du groupe sur la côte nord des Cornouailles, est composé le 23 février 1971 après un concert à Purley.
Fireball commence par le son d'un climatiseur allumé, enregistré par l'assistant ingénieur Mike Thorne. Roger Glover suggère à l'ingénieur Martin Birch que le son d'une machine qui démarre serait un bon moyen de commencer la chanson et l'album, mais Birch ne trouve rien de disponible qui puisse convenir. Mike Thorne suggère le son d'un climatiseur et l'enregistre, pour le plus grand plaisir du groupe. Les membres de Deep Purple affirment alors que le son est produit par un synthétiseur « spécial ». Un clip promotionnel est réalisé pour la chanson, dans lequel le groupe mime l'enregistrement en studio devant un public en train de danser.

## Pistes
Toutes les chansons sont écrites et composées par Gillan, Paice, Lord, Blackmore, Glover.
| A. | Fireball    | 3:19 |
| B. | Demon's Eye | 5:14 |

## Musiciens
- Ian Gillan - voix, tambourin
- Ritchie Blackmore - guitares
- Roger Glover - basse
- Jon Lord - orgue
- Ian Paice - batterie

## Classements
| Classement (1971–72)               | Meilleure position |
| ---------------------------------- | ------------------ |
| Allemagne de l'Ouest               | 19                 |
| Australie (Kent Music Report)      | 58                 |
| Finlande (Suomen virallinen lista) | 22                 |
| Italie (Musica e dischi)           | 22                 |
| Pays-Bas (Single Top 100)          | 24                 |
| UK Singles (OCC)                   | 15                 |

## Reprise
En 1973, le groupe de rock irlandais Thin Lizzy produit l'album Funky Junction, qui comprend des reprises de chansons de Deep Purple, dont Fireball.
En 1994, Don Dokken et Reb Beach reprennent la chanson pour l'album Smoke on the Water - A Tribute to Deep Purple.
En 1995, Fireball est publiée en tchèque sur l'album Legendy d'Arakain (de).